# 錫那羅亞州
錫那羅亞州（西班牙語：Sinaloa，西班牙語發音：[sinaˈloa] ⓘ）是墨西哥三十一個州之一，西臨加利福尼亞灣和太平洋。首府库利亚坎，下分18市，墨西哥毒販的發源地，墨西哥政府頭號通緝犯华金·古兹曼·洛埃拉便是發跡於此。
1824年為西部州，1830年9月30日分為兩州。

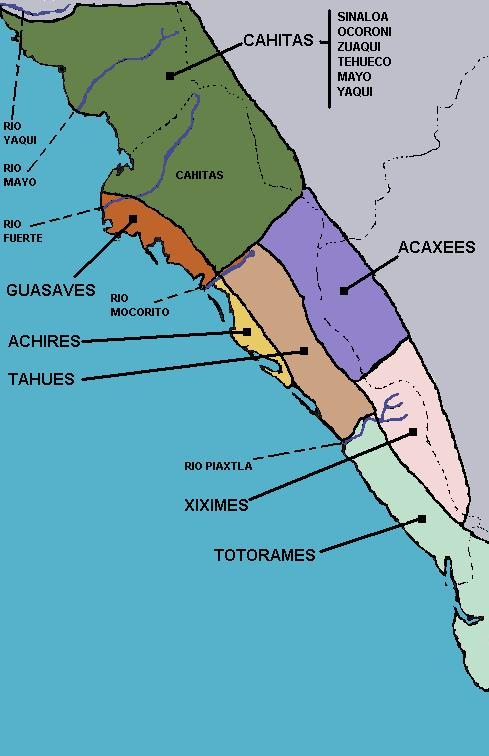
前殖民时代锡那罗亚州的原住民